# Ginnekenweg
De Ginnekenweg is een straat in de wijken Zandberg en Ginneken in Breda.
Hij loopt van het centrum van Breda in het verlengde van de Wilhelminastraat naar de Ginnekenmarkt. Vroegere namen zijn Ginnekenseinde, Heerbaan, Ginnekense Steenweg. Ook ging de paardentram van de Ginnekensche Tramweg Maatschappij over de Ginnekenweg richting binnenstad met als eindbestemming Station Breda.
Tegenwoordig zijn er onder meer speciaalzaken gevestigd. Aan de Ginnekenweg staan vele monumentale panden. Op nummer 76 is het Museum Oorlog en Vrede Breda.

## Galerij

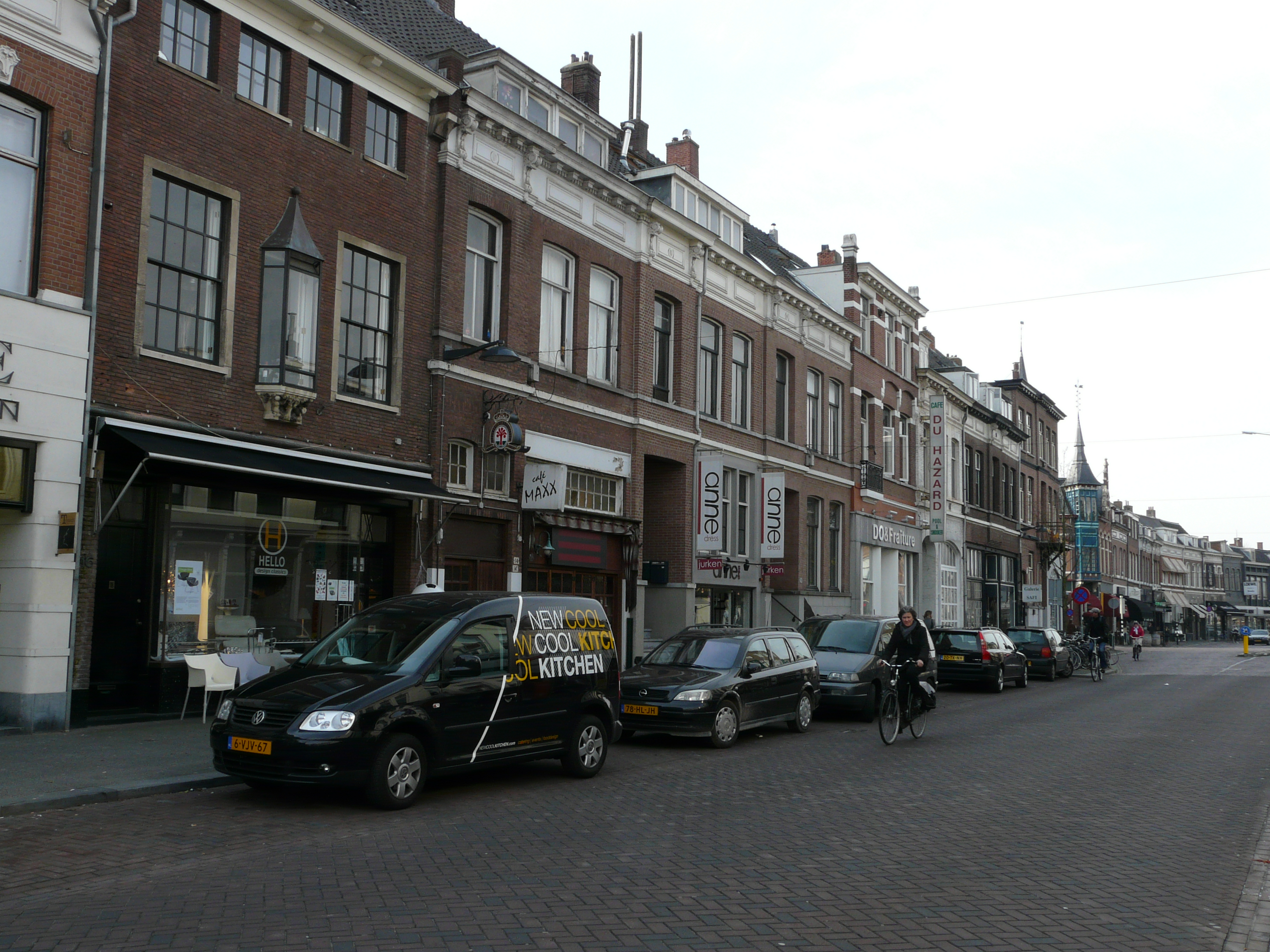
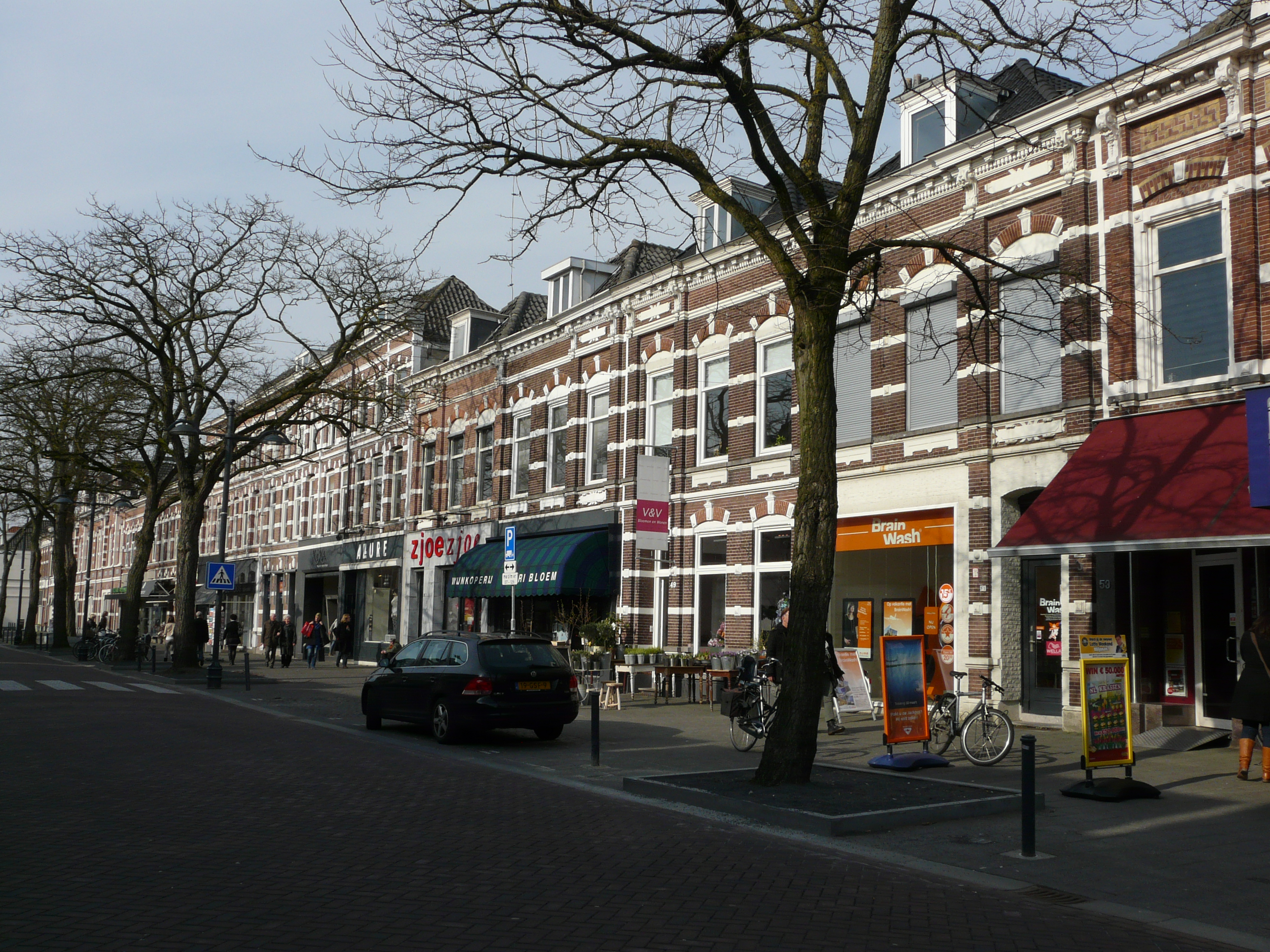
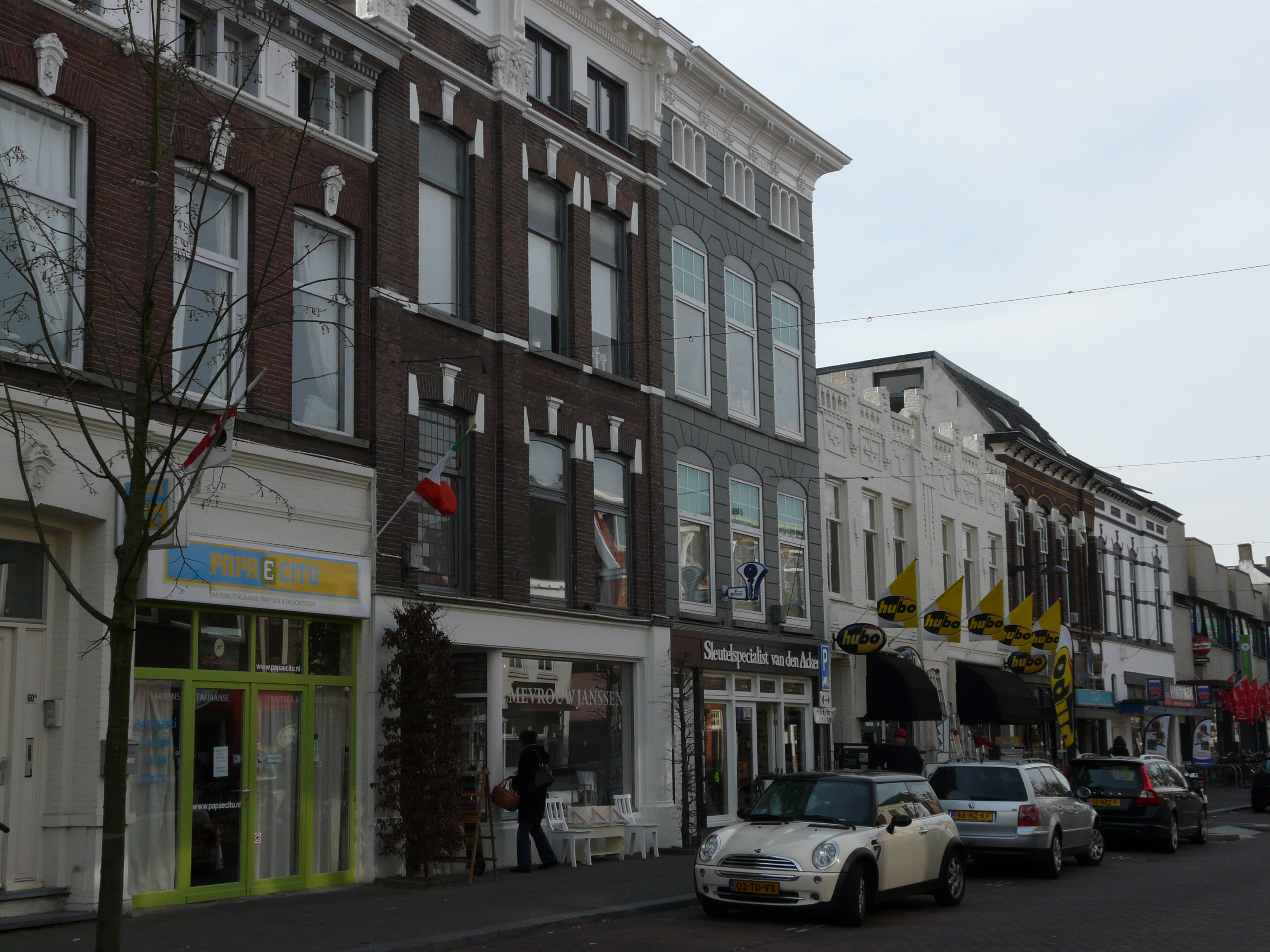
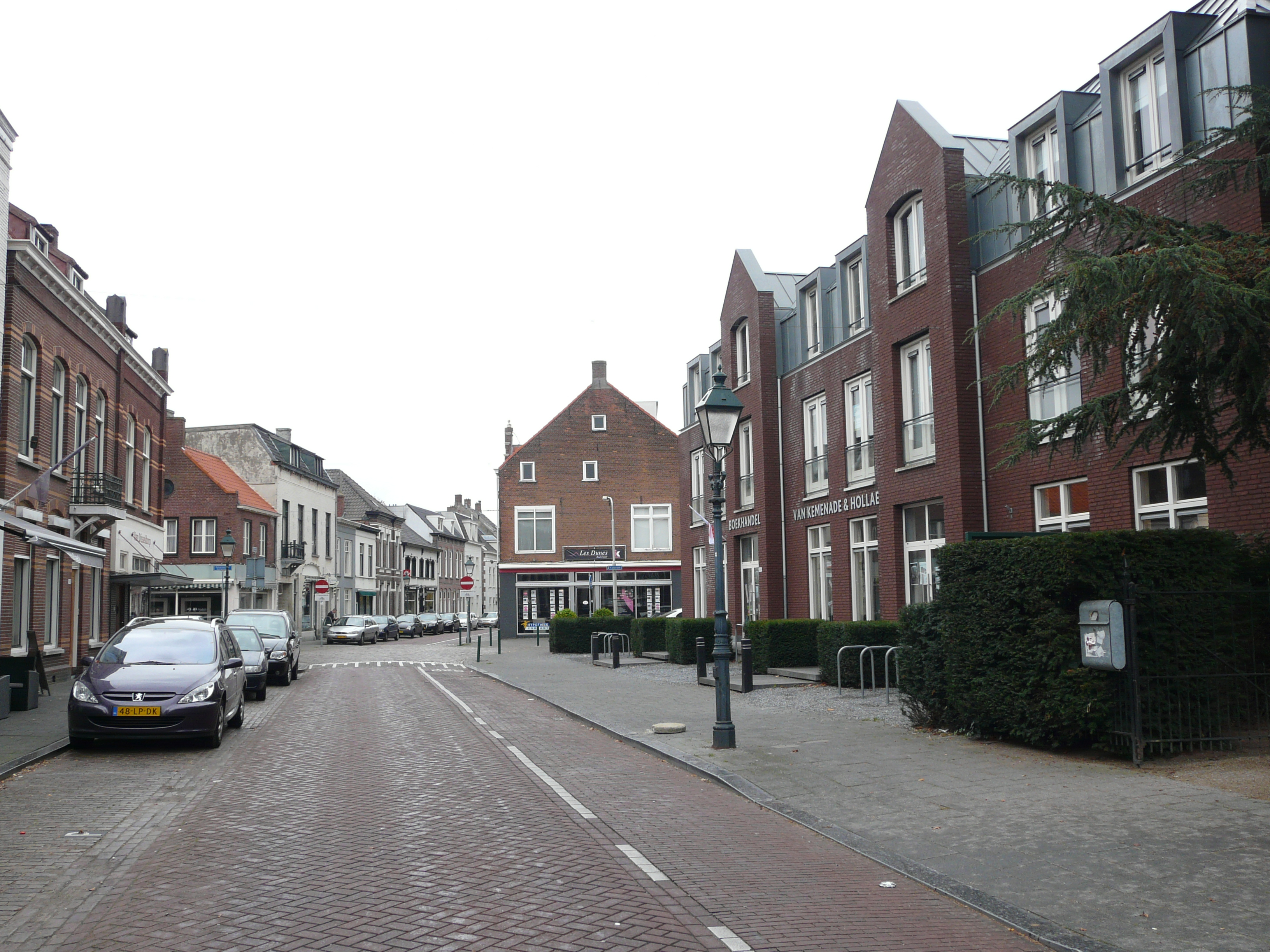